# Сельское поселение «Село Ловать»
Сельское поселение «Село Ловать» — муниципальное образование в составе Хвастовичского района Калужской области России.
Центр — село Ловать.

## Население
| 2010 | 2012 | 2013 | 2014 | 2015 | 2016 | 2017 |
| ---- | ---- | ---- | ---- | ---- | ---- | ---- |
| 98   | ↘94  | ↘88  | ↗94  | ↘81  | ↘73  | ↘72  |
| 2018 | 2019 | 2020 | 2021 |      |      |      |
| ↘67  | ↗68  | →68  | ↗73  |      |      |      |

## Состав
В поселение входят 3 населённых пункта:
- село Ловать
- деревня Барановка
- село Фролово